# کریستوفر سوای
کریستوفر سوای (انگلیسی: Christoffer Svae؛ زادهٔ ۲۱ مارس ۱۹۸۲) ورزشکار کرلینگ اهل نروژ است.